# Zhou de Dai
 (novembre 2020).

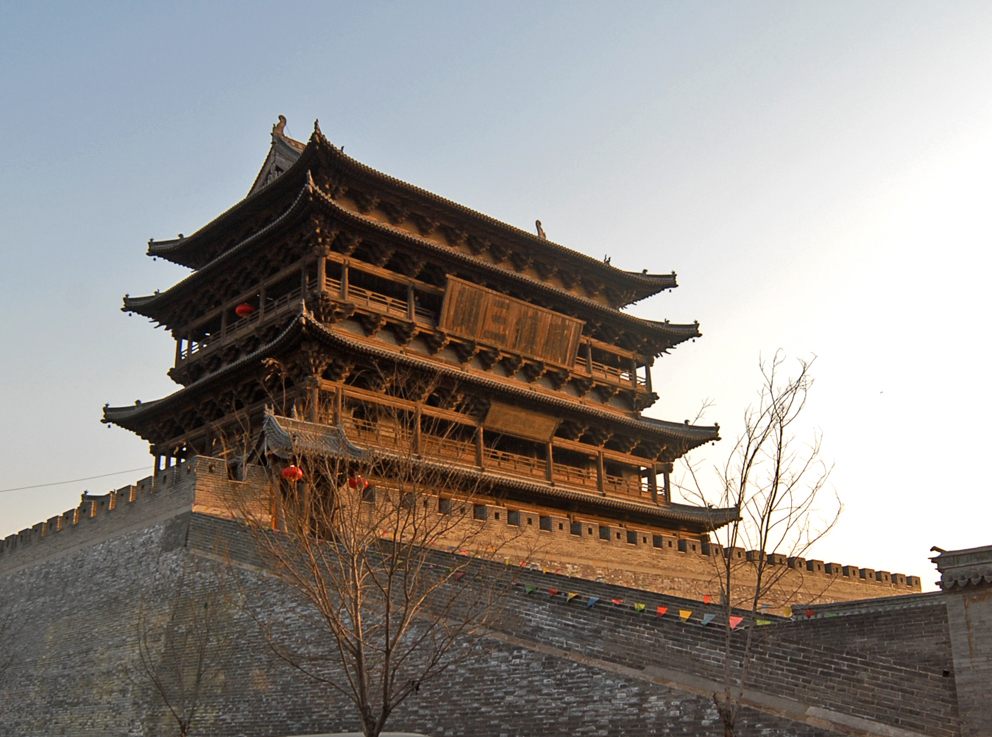
La tour du tambour Bianjing à Daixian

Le Zhou de Dai, ou Daizhou en chinois, était un Zhou (division administrative) de la Chine impériale, situé dans la zone qui correspond actuellement au nord de la province du Shanxi. Il a existé de manière intermittente entre 585 et 1912. Daizhou, la capitale éponyme du Zhou, est localisée dans ce qui correspond actuellement à la ville de Shangguan, dans le Xian de Dai. Le territoire de ce Zhou comprenait tout ou partie des actuels Xian de Dai, Wutai, Fanshi et Yuanping dans la préfecture de Xinzhou, au Shanxi.

## Nom

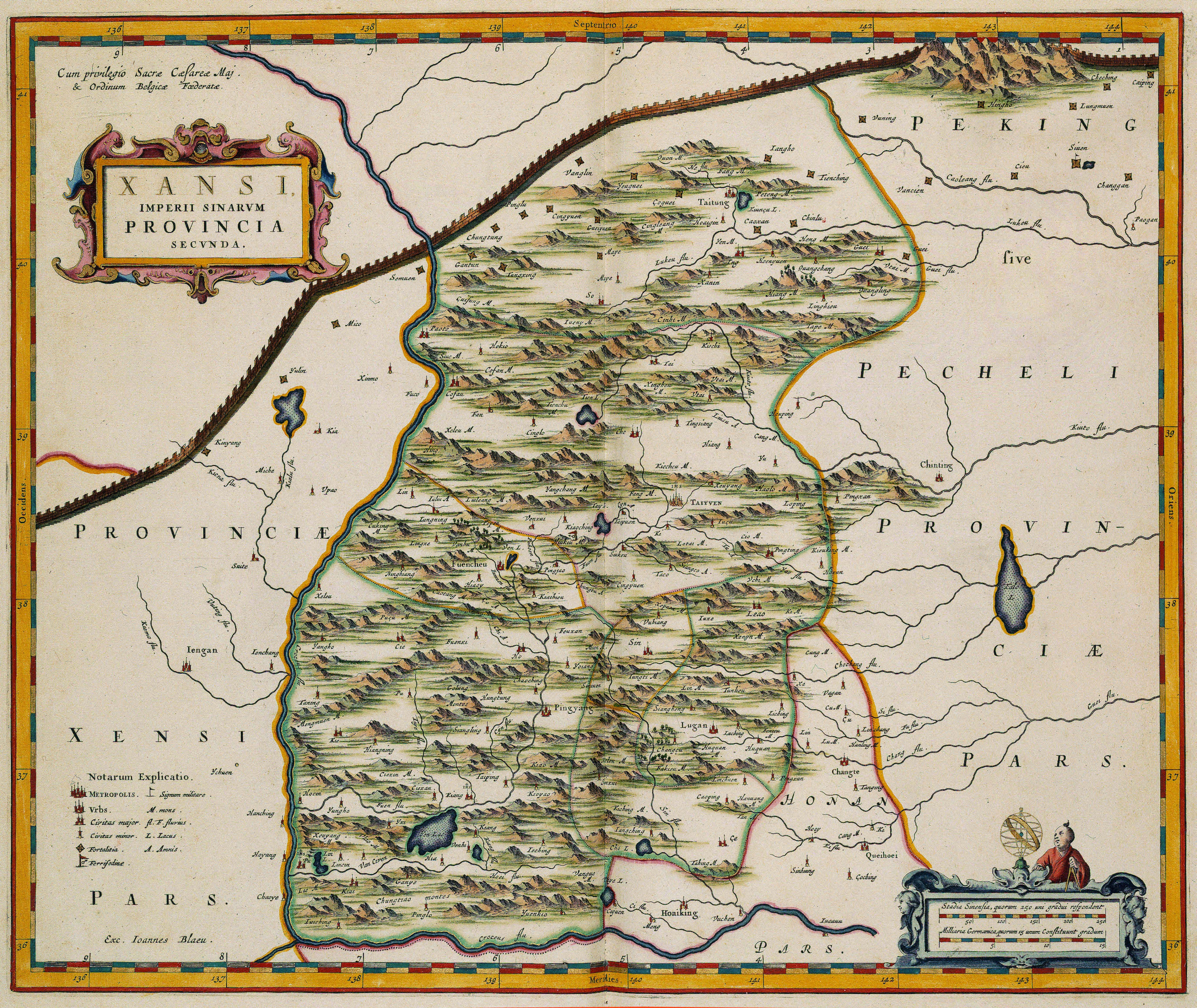
Carte de "Xansi" créée en 1655 par Martino Martini, montrant "Tai" sur la rivière "Kuito" et "Vtai" à côté de la montagne "Vtai" dans le centre nord.

Dàizhōu est la transcription pinyin de la version en mandarin standard du nom chinois du lieu, à savoir chinois : 代州. Dans le système de romanisation conçu par Thomas Wade et systématisé par Herbert Giles, le même nom s'écrit Tai Chou, ou Tai-chou. Ce Zhou apparait sous le nom de Taichow ou Taichow-Sha, sur la carte de la poste chinoise. Le nom chinois de ce Zhou peut faire référence soit au Zhou lui-même, soit à son siège administratif dans ville-capitale dans l'ancien ou le nouveau Guangwu. Le siège du Zhou est également connu pendant un certain temps sous le nom de Yanmen,. Pendant les périodes où le Zhou est rétrogradé au statut de Xian, son siège administratif est également connu sous le nom de Daixian.
Daizhou porte le nom de la Commanderie de Dai, qui est abolie au moment de la création du Zhou. Il faut noter que le Xian de Guangwu, dans lequel le siège administratif de Daizhou est situé, ne faisait pas partie de cette commanderie. L'ancienne commanderie de Dai devait son nom à la capitale de l'ancien royaume de Dai, un État du peuple Baidi. Le nom de cette cité était en fait une transcription du nom que lui donnaient les Baidi réalisée en utilisant le caractère chinois : 代, qui se prononce dài en mandarin standard, mais qui se prononçait probablement  /*lˤək-s/ en chinois archaïque. Cette ville se trouvait dans la région qui correspond à l'actuel Xian de Yu du Hebei; mais son toponyme a été réutilisé pour nommer une série de petits États et d’apanages durant la période des royaumes combattants, celle des dix-huit royaumes et la dynastie Han. C'est ainsi que l'on retrouve des Dai dans les commanderies de Yanmen et Yunzhong du Shanxi. Cette multiplication des "Dai" est source de confusion, ce qui amène parfois certains écrivains médiévaux à confondre des lieux situés dans la préfecture de Dai (comme le mont Wutai), avec d'autres, cité dans d'anciennes chroniques et concernant la conquête du premier royaume Dai par le Zhao.

## Histoire

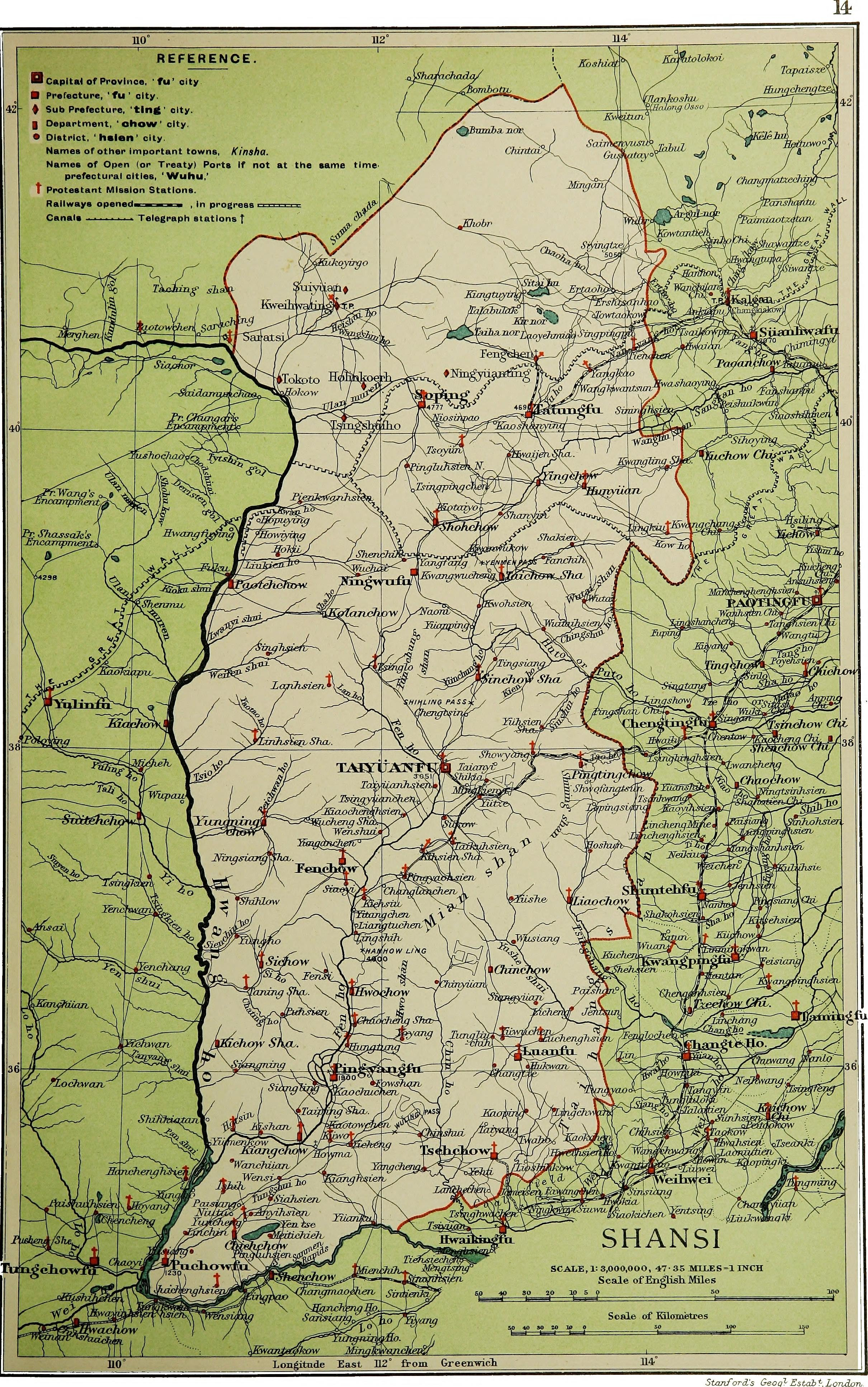
Carte du "Shansi", créée en 1917 par Edward Stanford. On y voit "Taichow Sha" sur la "Huto Ho" entouré par le "col de Yenmen", "Fanchih", "Kwangwucheng", "Kwohsien", "Yüanping" et "Wutai".

Le Zhou de Dai est créé en renommant et en réorganisant l'ancien Zhou de Si, qui était situé dans la Commanderie de Yanmen. Cela se produit en l'an 585, pendant le règne de l'empereur Sui Wendi. La capitale du nouveau Zhou se trouve dans l'actuel Xian de Dai, qui est alors connu sous le nom de Guangwu. Elle change de nom en 598 et est renommée Yanmen, lorsque le Xian environnant est renommé en raison d'un tabou chinois concernant les noms, voulant que l'on ne peut pas porter le même nom que l'empereur régnant. Vers 607, le Zhou de Dai est dissout et fusionne avec la Commanderie de Yanmen.
Il est rétabli par les Tang en 618, aboli et fusionné une nouvelle fois avec la Commanderie de Yanmen en 742, puis rétabli une seconde fois quelques années plus tard en 758,. Sous les Tang, lorsqu'il existe, le Zhou de Dai fait partie du circuit de Hedong. Pendant cette période, ce Zhou couvre un territoire correspondant aux actuels Xian de Dai, Wutai, Fanshi et Yuanping,.
Pendant le règne de l'empereur Ming Hongwu, le Zhou de Dai est rétrogradé au rang de Xian en 1369. Il retrouve son rang de Zhou six ans plus tard.
Sous les Qing, Dai est soustrait à l'autorité du Zhou de Taiyuan et redevient un Zhou à part entière en 1724 ou 1728. Après la Révolution chinoise de 1911, il est dissous et converti en plusieurs Xian de la République de Chine.

## Voir également
- Dai différents royaumes et principautés de Dai ayant existé tout au long de l'histoire de la Chine
- Xian de Dai, dans l'actuel Shanxi